# Trochalus corynthia
Trochalus corynthia är en skalbaggsart som beskrevs av Gerstaecker 1867. Trochalus corynthia ingår i släktet Trochalus och familjen Melolonthidae. Inga underarter finns listade i Catalogue of Life.